# Championnat ITC 1996

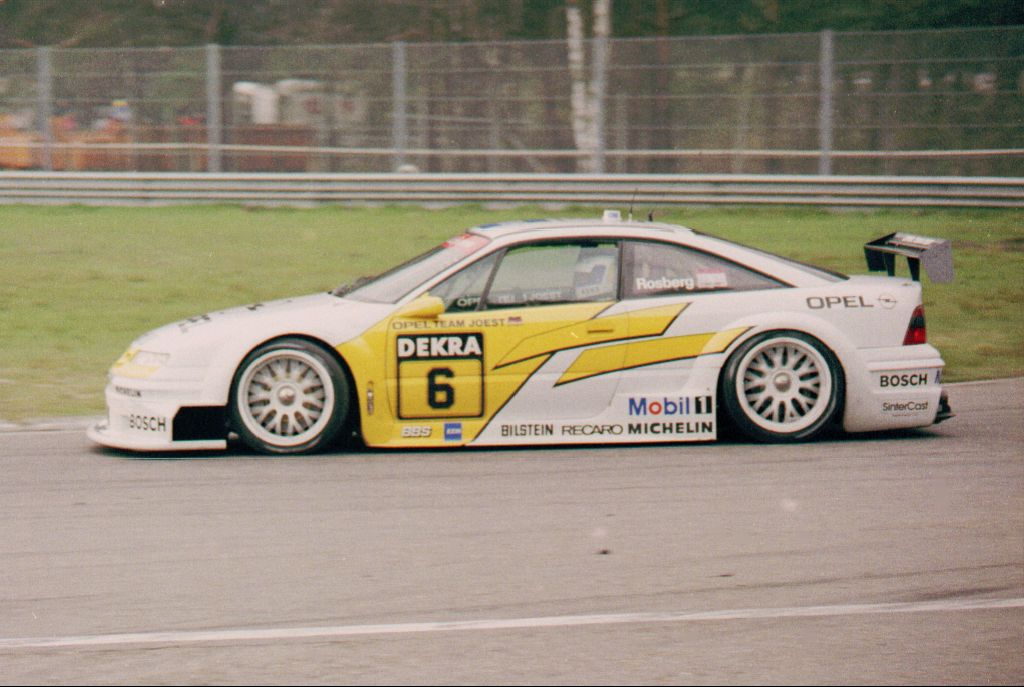
Calibre de la Saison 93.

Le championnat DTM et de l'ITC 1996 s'est déroulé du 14 avril au 10 novembre 1996, sur un total de 13 courses, et a été remporté par le pilote allemand Manuel Reuter, au volant d'une Opel. Le titre de constructeur a quant à lui été décerné à Opel. Ce championnat regroupe des courses du DTM et des courses de l'ITC. Mais le DTM, qui partage le championnat avec l'ITC, ne parvenait pas à s'imposer hors des frontières allemandes, et la FIA, financièrement exigeante, n'arrangeait rien aux difficultés que connaissait le DTM. Du fait de cet échec, Alfa Romeo et Opel décident de jeter l'éponge et ce fut la disparition du DTM et de l'ITC. Mais en 2000, le DTM a fait son retour sur les pistes.
Trois marques étaient engagées:
- Alfa Romeo avec l'Alfa Romeo 155 V6 TI
- Mercedes avec la Mercedes-Benz C-Klasse
- Opel avec l'Opel Calibra V6

## Engagés
| Écurie                                 | Voiture                                  | #  | Pilote               |
| -------------------------------------- | ---------------------------------------- | -- | -------------------- |
| D2 AMG-Mercedes                        | Mercedes-Benz W202 AMG DTM               | 1  | Bernd Schneider      |
| D2 AMG-Mercedes                        | Mercedes-Benz W202 AMG DTM               | 2  | Dario Franchitti     |
| Warsteiner AMG-Mercedes                | Mercedes-Benz W202 AMG DTM               | 3  | Jan Magnussen        |
| Warsteiner AMG-Mercedes                | Mercedes-Benz W202 AMG DTM               | 3  | Juan Pablo Montoya   |
| Warsteiner AMG-Mercedes                | Mercedes-Benz W202 AMG DTM               | 3  | Ricardo Zonta        |
| Warsteiner AMG-Mercedes                | Mercedes-Benz W202 AMG DTM               | 4  | Alexander Grau       |
| Warsteiner AMG-Mercedes                | Mercedes-Benz W202 AMG DTM               | 4  | Bernd Mayländer      |
| UPS AMG-Mercedes                       | Mercedes-Benz W202 AMG DTM               | 11 | Jörg van Ommen       |
| UPS AMG-Mercedes                       | Mercedes-Benz W202 AMG DTM               | 12 | Kurt Thiim           |
| UPS AMG-Mercedes                       | Mercedes-Benz W202 AMG DTM               | 12 | Christian Fittipaldi |
| UPS AMG-Mercedes                       | Mercedes-Benz W202 AMG DTM               | 12 | Aguri Suzuki         |
| Martini Alfa Corse                     | Alfa Romeo 155 V6 Ti                     | 5  | Nicola Larini        |
| Martini Alfa Corse                     | Alfa Romeo 155 V6 Ti                     | 6  | Alessandro Nannini   |
| TV Spielfilm Alfa Corse                | Alfa Romeo 155 V6 Ti                     | 14 | Christian Danner     |
| TV Spielfilm Alfa Corse                | Alfa Romeo 155 V6 Ti                     | 15 | Giancarlo Fisichella |
| Opel Team Joest                        | Opel Calibra V6 4x4                      | 7  | Manuel Reuter        |
| Opel Team Joest                        | Opel Calibra V6 4x4                      | 8  | Oliver Gavin         |
| Opel Team Joest                        | Opel Calibra V6 4x4                      | 8  | Masanori Sekiya      |
| Opel Team Joest                        | Opel Calibra V6 4x4                      | 23 | Volker Strycek       |
| Opel Team Joest                        | Opel Calibra V6 4x4                      | 24 | Yannick Dalmas       |
| Opel Team Joest                        | Opel Calibra V6 4x4                      | 25 | Alexander Wurz       |
| Opel Team Joest                        | Opel Calibra V6 4x4                      | 25 | Tony Kanaan          |
| Opel Team Joest                        | Opel Calibra V6 4x4                      | 25 | Masanori Sekiya      |
| JAS Motorsport Alfa Romeo              | Alfa Romeo 155 V6 Ti                     | 9  | Stefano Modena       |
| JAS Motorsport Alfa Romeo              | Alfa Romeo 155 V6 Ti                     | 18 | Gabriele Tarquini    |
| Jägermeister JAS Motorsport Alfa Romeo | Alfa Romeo 155 V6 Ti                     | 10 | Michael Bartels      |
| Bosch JAS Motorsport Alfa Romeo        | Alfa Romeo 155 V6 Ti                     | 19 | Jason Watt           |
| Bosch JAS Motorsport Alfa Romeo        | Alfa Romeo 155 V6 Ti                     | 19 | Max Wilson           |
| Bosch JAS Motorsport Alfa Romeo        | Alfa Romeo 155 V6 Ti                     | 19 | Naoki Hattori        |
| Giudici Motorsport                     | Alfa Romeo 155 V6 Ti Opel Calibra V6 4x4 | 13 | Gianni Giudici       |
| Zakspeed Team Opel                     | Opel Calibra V6 4x4                      | 16 | Uwe Alzen            |
| Zakspeed Team Opel                     | Opel Calibra V6 4x4                      | 17 | Klaus Ludwig         |
| Zakspeed Team Opel                     | Opel Calibra V6 4x4                      | 17 | Volker Strycek       |
| Persson Motorsport                     | Mercedes-Benz W202 AMG DTM               | 21 | Ellen Lohr           |
| Persson Motorsport                     | Mercedes-Benz W202 AMG DTM               | 22 | Bernd Mayländer      |
| Persson Motorsport                     | Mercedes-Benz W202 AMG DTM               | 22 | Alexander Grau       |
| Opel Team Rosberg                      | Opel Calibra V6 4x4                      | 43 | Jyrki Järvilehto     |
| Opel Team Rosberg                      | Opel Calibra V6 4x4                      | 44 | Hans-Joachim Stuck   |

## Calendrier
| Épreuve | Épreuve | Circuit     | Date      | Pole Position      | Meilleur tour        | Vainqueur pilote   | Vainqueur écurie          |
| ------- | ------- | ----------- | --------- | ------------------ | -------------------- | ------------------ | ------------------------- |
| 1       | R1      | Hockenheim  | 21 mai    | Nicola Larini      | Alessandro Nannini   | Manuel Reuter      | Joest Racing Opel         |
| 1       | R2      | Hockenheim  | 21 mai    | Nicola Larini      | Jan Magnussen        | Jan Magnussen      | Warsteiner Mercedes-AMG   |
| 2       | R1      | Nürburgring | 4 juin    | Jörg van Ommen     | Dario Franchitti     | Jörg van Ommen     | UPS AMG-Mercedes          |
| 2       | R2      | Nürburgring | 4 juin    | Jörg van Ommen     | Jörg van Ommen       | Manuel Reuter      | Joest Racing Opel         |
| 3       | R1      | Estoril     | 9 juillet | Alessandro Nannini | Alessandro Nannini   | Alessandro Nannini | Martini Alfa Corse        |
| 3       | R2      | Estoril     | 9 juillet | Alessandro Nannini | Alessandro Nannini   | Alessandro Nannini | Martini Alfa Corse        |
| 4       | R1      | Helsinki    | 6 août    | Hans-Joachim Stuck | Dario Franchitti     | Hans-Joachim Stuck | Team Rosberg Opel         |
| 4       | R2      | Helsinki    | 6 août    | Hans-Joachim Stuck | Hans-Joachim Stuck   | Hans-Joachim Stuck | Team Rosberg Opel         |
| 5       | R1      | Norisring   | 8 octobre | Uwe Alzen          | Uwe Alzen            | Klaus Ludwig       | Zakspeed Opel             |
| 5       | R2      | Norisring   | 8 octobre | Uwe Alzen          | Uwe Alzen            | Klaus Ludwig       | Zakspeed Opel             |
| 6       | R1      | Diepholz    | 9 juillet | Bernd Schneider    | Bernd Schneider      | Bernd Schneider    | D2 Mercedes-AMG           |
| 6       | R2      | Diepholz    | 9 juillet | Bernd Schneider    | Alexander Wurz       | Bernd Schneider    | D2 Mercedes-AMG           |
| 7       | R1      | Silverstone | 6 août    | Klaus Ludwig       | Alessandro Nannini   | Klaus Ludwig       | Zakspeed Opel             |
| 7       | R2      | Silverstone | 6 août    | Klaus Ludwig       | Gabriele Tarquini    | Gabriele Tarquini  | JAS Motorsport Alfa Romeo |
| 8       | R1      | Nürburgring | 8 octobre | Alessandro Nannini | Alessandro Nannini   | Alessandro Nannini | Martini Alfa Corse        |
| 8       | R2      | Nürburgring | 8 octobre | Alessandro Nannini | Alessandro Nannini   | Alessandro Nannini | Martini Alfa Corse        |
| 9       | R1      | Magny-Cours | 9 juillet | Nicola Larini      | Giancarlo Fisichella | Alessandro Nannini | Martini Alfa Corse        |
| 9       | R2      | Magny-Cours | 9 juillet | Nicola Larini      | Giancarlo Fisichella | Alessandro Nannini | Martini Alfa Corse        |
| 10      | R1      | Mugello     | 6 août    | Nicola Larini      | Nicola Larini        | Nicola Larini      | Martini Alfa Corse        |
| 10      | R2      | Mugello     | 6 août    | Nicola Larini      | Bernd Schneider      | Bernd Schneider    | D2 Mercedes-AMG           |
| 11      | R1      | Hockenheim  | 8 octobre | Klaus Ludwig       | Uwe Alzen            | Klaus Ludwig       | Zakspeed Opel             |
| 11      | R2      | Hockenheim  | 8 octobre | Klaus Ludwig       | Manuel Reuter        | Manuel Reuter      | Joest Racing Opel         |
| 12      | R1      | Interlagos  | 6 août    | Christian Danner   | Alessandro Nannini   | Alessandro Nannini | Martini Alfa Corse        |
| 12      | R2      | Interlagos  | 6 août    | Christian Danner   | Giancarlo Fisichella | Nicola Larini      | Martini Alfa Corse        |
| 13      | R1      | Suzuka      | 8 octobre | Christian Danner   | Christian Danner     | Dario Franchitti   | D2 Mercedes-AMG           |
| 13      | R2      | Suzuka      | 8 octobre | Christian Danner   | Bernd Schneider      | Bernd Schneider    | D2 Mercedes-AMG           |

## Classement des pilotes
| Place | Pilote               | Pays        | Voiture                    | Points |
| 1     | Manuel Reuter        | Allemagne   | Opel Calibra V6            | 218    |
| 2     | Bernd Schneider      | Allemagne   | Mercedes-Benz W202 AMG DTM | 205    |
| 3     | Alessandro Nannini   | Italie      | Alfa Romeo 155 V6 TI       | 180    |
| 4     | Dario Franchitti     | Royaume-Uni | Mercedes-Benz W202 AMG DTM | 171    |
| 5     | JJ Lehto             | Finlande    | Opel Calibra V6            | 148    |
| 6     | Giancarlo Fisichella | Italie      | Alfa Romeo 155 V6 TI       | 139    |
| 7     | Klaus Ludwig         | Allemagne   | Opel Calibra V6            | 130    |
| 8     | Uwe Alzen            | Allemagne   | Opel Calibra V6            | 119    |
| 9     | Hans-Joachim Stuck   | Allemagne   | Opel Calibra V6            | 112    |
| 10    | Jan Magnussen        | Danemark    | Mercedes-Benz W202 AMG DTM | 97     |
| 11    | Nicola Larini        | Italie      | Alfa Romeo 155 V6 TI       | 95     |
| 12    | Stefano Modena       | Italie      | Alfa Romeo 155 V6 TI       | 92     |
| 13    | Jörg van Ommen       | Allemagne   | Mercedes-Benz W202 AMG DTM | 87     |
| 14    | Gabriele Tarquini    | Italie      | Alfa Romeo 155 V6 TI       | 60     |
| 15    | Christian Danner     | Allemagne   | Alfa Romeo 155 V6 TI       | 48     |
| 16    | Alexander Wurz       | Autriche    | Opel Calibra V6            | 43     |
| 17    | Yannick Dalmas       | France      | Opel Calibra V6            | 33     |
| 18    | Kurt Thiim           | Danemark    | Mercedes-Benz W202 AMG DTM | 22     |
| 19    | Bernd Mayländer      | Allemagne   | Mercedes-Benz W202 AMG DTM | 17     |
| =     | Jason Watt           | Danemark    | Alfa Romeo 155 V6 TI       | 17     |
| =     | Max Wilson           | Brésil      | Alfa Romeo 155 V6 TI       | 17     |
| 22    | Michael Bartels      | Allemagne   | Alfa Romeo 155 V6 TI       | 16     |
| =     | Oliver Gavin         | Royaume-Uni | Opel Calibra V6            | 16     |
| =     | Alexander Grau       | Allemagne   | Mercedes-Benz W202 AMG DTM | 16     |
| 25    | Ellen Lohr           | Allemagne   | Mercedes-Benz W202 AMG DTM | 7      |
| 26    | Christian Fittipaldi | Brésil      | Mercedes-Benz W202 AMG DTM | 1      |

## Classement des constructeurs
|   | Constructeur  | Voiture                    | Écuries                                | Pays      | Points |
| - | ------------- | -------------------------- | -------------------------------------- | --------- | ------ |
| 1 | Opel          | Opel Calibra V6 4x4        | Opel Team Joest                        | Allemagne | 819    |
| 1 | Opel          | Opel Calibra V6 4x4        | Zakspeed Team Opel                     | Allemagne | 819    |
| 1 | Opel          | Opel Calibra V6 4x4        | Opel Team Rosberg                      | Allemagne | 819    |
| 2 | Alfa Romeo    | Alfa Romeo 155 V6 TI       | Martini Alfa Corse                     | Italie    | 664    |
| 2 | Alfa Romeo    | Alfa Romeo 155 V6 TI       | TV Spielfilm Alfa Corse                | Italie    | 664    |
| 2 | Alfa Romeo    | Alfa Romeo 155 V6 TI       | JAS Motorsport Alfa Romeo              | Italie    | 664    |
| 2 | Alfa Romeo    | Alfa Romeo 155 V6 TI       | Jägermeister JAS Motorsport Alfa Romeo | Italie    | 664    |
| 2 | Alfa Romeo    | Alfa Romeo 155 V6 TI       | Bosch JAS Motorsport Alfa Romeo        | Italie    | 664    |
| 2 | Alfa Romeo    | Alfa Romeo 155 V6 TI       | Giudici Motorsport                     | Italie    | 664    |
| 3 | Mercedes-Benz | Mercedes-Benz W202 AMG DTM | D2 AMG-Mercedes                        | Allemagne | 623    |
| 3 | Mercedes-Benz | Mercedes-Benz W202 AMG DTM | Warsteiner AMG-Mercedes                | Allemagne | 623    |
| 3 | Mercedes-Benz | Mercedes-Benz W202 AMG DTM | UPS AMG-Mercedes                       | Allemagne | 623    |
| 3 | Mercedes-Benz | Mercedes-Benz W202 AMG DTM | Persson Motorsport                     | Allemagne | 623    |